# 132524 APL
132524 APL, tidigare 2002 JF56 är en liten asteroid som upptäcktes av LINEAR projektet den 9 maj 2002. Den amerikanska rymdsonden New Horizons passerade asteroiden på ett avstånd av ungefär 101 867 km vid 04:05 UTC den 13 juni, 2006. Den nuvarande bästa uppskattningen på asteroidens diameter 2,5 kilometer.
Chefsutredare för New Horizons, Alan Stern, föreslog namnet till IAU med tanke på "Johns Hopkins Applied Physics Lab", som ansvarar för projekt som NEAR Shoemaker, MESSENGER och New Horizon.